# Area doganale

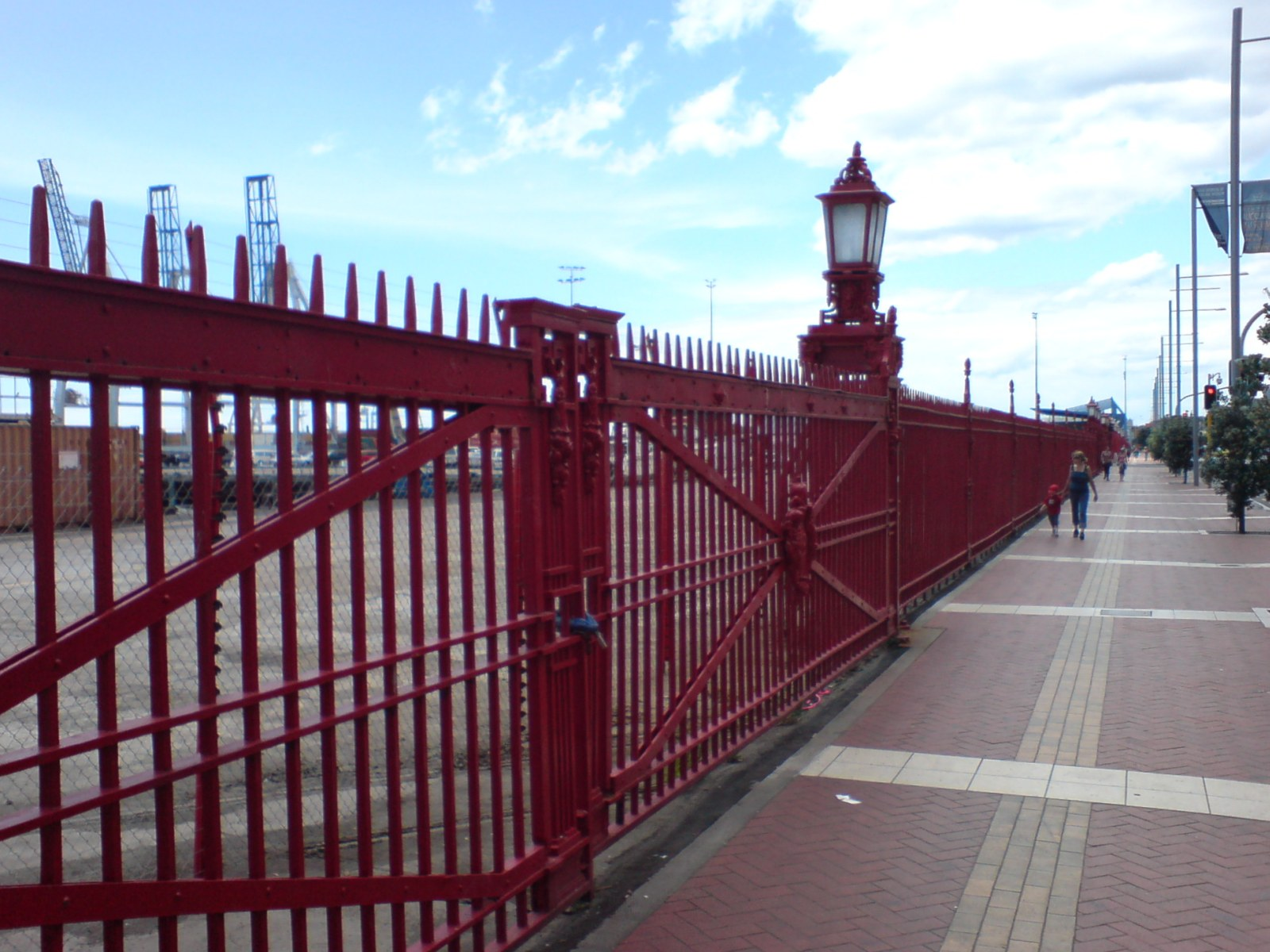
Bordo meridionale della cinta doganale del molo di 'Captain Cook', al Porto di Auckland in Nuova Zelanda. Una recinzione elettrificata è appena visibile dietro la storica staccionata.

Un'area doganale è una zona circoscritta, solitamente posizionata in luoghi di confine, utilizzata per lo stoccaggio di merci che non devono essere sdoganate, ed è solitamente circondata da una 'cinta doganale'. Molti aeroporti internazionali e porti hanno definite aree doganali, a volte ricoprono l'intera struttura ed includendo ampi magazzini di stoccaggio.
Le merci all'interno della zona doganale sono trattati come se fossero al di fuori del stato, per cui non vengono applicati dazi doganali. Questo permette un più facile trasbordo verso un paese terzo, senza che le autorità doganali vengano coinvolte. Per questo motivo le aree doganali sono di solito accuratamente controllate e recintate per impedire il contrabbando.
Tuttavia, l'area rimane territorialmente parte del paese, così le merci all'interno dell'area sono soggette alle leggi locali (per esempio alle leggi sulla droga o alle norme sulla sicurezza biologica), e quindi possono essere soggette a verifica, confiscate o essere rispedite indietro.

## Altri scopi
A volte il termine viene anche utilizzato per definire un'area (solitamente composta da diversi stati) che forma di una unione doganale. o per descrivere l'area di un aeroporto o di un porto dove i passeggeri vengono controllati dalla dogana locale.